# 최문종
최문종(1973년 3월 23일 ~ )은 대한민국 언론인이자 KBS보도국 기자이며, KBS 뉴스 9 평일 메인 앵커이다.

## 학력
- 서울대학교 사범대학 국민윤리교육과 학사 학위

## 경력
- 2000년 ~ 2003년 : MBN 정경부 기자
- 2004년 : KBS 30기 공채 기자
- 2005년 KBS 사회부 기자
- 2009년 KBS 경제부 기자
- 2011년 KBS 정치외교부 기자
- 2011년 KBS 뉴스제작3부 앵커
- 2011년 KBS 앵커
- 2023년 KBS 뉴스라인 팀장

## 진행

### 텔레비전
- 2011년 11월 7일 ~ 2013년 4월 5일 : KBS2 《KBS 아침뉴스타임》
- 2012년 10월 29일 ~ 2012년 11월 16일 : 《KBS 뉴스 12》
- 2013년 10월 26일 ~ 2014년 5월 18일 / 2014년 6월 7일 ~ 2015년 8월 9일 / 2015년 8월 16일 ~ 2016년 4월 24일 : KBS1 《주말 KBS 뉴스 9》
- 2014년 8월 18일 ~ 2014년 8월 22일 : KBS1 《KBS 뉴스 7》 대리진행
- 2014년 9월 22일 ~ 2014년 9월 26일 / 2015년 11월 30일 ~ 2015년 12월 4일 / 2017년 7월 31일 ~ 2017년 8월 4일 : KBS1 《평일 KBS 뉴스광장》 대리진행
- 2016년 8월 8일 ~ 2016년 8월 12일 : KBS1 《평일 KBS 뉴스 9》 대리진행
- 2023년 11월 14일 ~  2024년 11월 1일 : KBS1 《평일 KBS 뉴스광장》진행
- 2024년 11월 4일 ~ 현재 : KBS1 《평일 KBS 뉴스 9》 진행

## 수상
- 2011년 한국기자협회 이달의 기자상
- 2011년 홍성현언론상